# Ivan Ivanovič Agajnc
‎
Ivan Ivanovič Agajnc (rusko Иван Иванович Агаянц), sovjetski vohun/obveščevalec armenskega rodu, * 28. avgust 1911, † 12. maj 1968.

## Življenje
Rodil se je duhovniku Hovhanesu Agajncu (Armenska apostolska cerkev) v armenskem mestu Elizavetpol. Oba njegova starejša brata sta vstopila v tajno policijo, kamor jima je sledil tudi Ivan. Leta 1930 se je preselil v Moskvo, kjer je pričel delati v ekonomskem oddelku OGPU. Čez šest let (1936), v času Stalinovih čist, je bil premeščen v zunanjo obveščevalno službo zaradi dejstva da je govoril več tujih jezikov (turško, perzijsko, francosko, špansko, italijansko in angleško).
Naslednje leto je bil poslan v Pariz, sprva pod krinko trgovinskega predstavnika, nato pa kot član konzularnega oddelka na sovjetskem veleposlaništvu. V Moskvo se je vrnil leta 1940 in avgusta naslednjega leta je bil poslan v Teheran kot rezident. Tam naj bi pomagal preprečiti nemški načrt napada na teheransko konferenco. Še istega leta se je vrnil v Moskvo.
Med letoma 1947 in 1949 je bil ponovno v Parizu; tokrat se je predstavljal kot Avalov. V tem času naj bi rektrutiral številne vohune za Sovjetsko zvezo, a se je bil zaradi tuberkuloze prisiljen vrniti domov. 
Ob vrnitvi je postal vodja zahodnoevropskega oddelka KGB; v tem funkciji je med drugim pomagal ponarejati spomine sovjetskih nasprotnikov (z namenom deskreditacije) ter producirati dramo Namestnik. Potem je postal prvi vodja oddelka D (deinformacija) v 1. glavnem direktoratu KGB. 
Leta 1965 je bil povišan v generalmajorja KGB.
Leta 1967 je postal namestnik vodje celotnega direktorata, a je že kmalu umrl (12. maja 1968). Pokopan je na moskovskem pokopališču Novodeviči.

## Odlikovanja
- red Lenina
- red rdeče zastave dela
- red domovinske vojne
- red rdeče zvezde (2x)